# Arneiroz
Arneiroz este un oraș în statul Ceará (CE) din Brazilia.